# Bangkok Hilton
Bangkok Hilton este un mini-serial australian format din trei părți, realizat în 1989 de Kennedy Miller Productions și regizat de Ken Cameron. Titlul acestui mini-serial este dat de numele închisorii fictive din Bangkok în care protagonista este închisă.  

## Povestea
Australianca Katrina Stanton (interpretată de Nicole Kidman ) se împrietenește la Londra cu Arkie Ragan (Jerome Ehlers), un tânăr foto-jurnalist american care o face să creadă că au o poveste de dragoste. Dar în drum spre Bangkok, Arkie îi dă cadou o valiză în care se aflau ascunse droguri, Katrina nu știe acest lucru și este prinsă și închisă în Bangkok unde va fi condamnată la moarte. Arkie dispare. Cu toate încercările celor doi avocați ai săi, din care unul era tatăl ei, fără ca ea să știe, sentința la moarte rămâne valabilă, astfel încât trebuie să plănuiască o evadare.

## Personaje
- Nicole Kidman este Katrina Stanton
- Denholm Elliott este Hal Stanton
- Hugo Weaving este Richard Carlisle
- Joy Smithers este Mandy Engels
- Norman Kaye este George McNair
- Jerome Ehlers este Arkie Ragan
- Pauline Chan este Pretty Warden
- Noah Taylor este Billy Engels
- Richard Carter este Detectivul King
- Gerda Nicolson este Lady Faulkner
- Judy Morris este Catherine Faulkner
- Clarissa Kaye este Mrs Cameron